# Isola Nusser
L'isola di Nusser è un'isola a 2,8 km a nord dell'isola Laktionov, al largo del lato est dell'isola Renaud nelle isole Biscoe. L'isola è stata mostrata per la prima volta con precisione su un grafico del governo argentino del 1957. È stata nominata dall'UK-APC nel 1959 per Franz Nusser, un meteorologo austriaco specializzato in studi sul ghiaccio marino.